# Parupeneus louise
 Parupeneus louise és una espècie de peix de la família dels múl·lids i de l'ordre dels perciformes.

## Morfologia
Els mascles poden assolir els 23 cm de longitud total.

## Distribució geogràfica
Es troba a la Polinèsia Francesa i a les Tuamotu.